# Joseph Rogniat
Joseph Rogniat, född den 9 november 1767 i Saint-Priest, död den 9 maj 1840 i Paris, var en fransk vicomte, militär och författare. Han var son till Jean-Baptiste Rogniat.
Rogniat genomgick geniskolan i Metz, utmärkte sig som kapten under Moreau 1800 och 1808 som överste vid Zaragozas belägring, övertog i februari 1809 ledningen av Frankrikes befästningsarbeten, deltog i kriget med Österrike samma år och sedan i kriget i Spanien intill 1812. Utnämnd till divisionsgeneral 1813 ledde de Rogniat som ingenjörbefälhavare vid franska armén i Tyskland flera stora befästningsarbeten där, särskilt vid Dresden. 
Då Napoleon uttalade sitt missnöje med honom efter sprängningen av bron vid Leipzig 1813, lämnade han Frankrikes tjänst och övertog 1815 befälet över ingenjörväsendet i Belgien. Under Ludvig XVIII:s regering återvände Rogniat till Frankrike samt blev inspektör för ingenjörväsendet, 1829 medlem av Institutet och 1832 pär. 
Rogniat utgav flera krigsvetenskapliga och krigshistoriska arbeten, bland vilka hans Considérations sur l'art de la guerre (1816, "Afhandlingar i krigskonsten", 1834) intar främsta platsen. Kritiken där av Napoleon bemöttes av denne från Sankta Helena.